# Phoenix (género)
Phoenix é um género que inclui cerca de 15-20 espécies de palmeiras (Arecaceae), nativas do norte de África (desde as Canárias ao Senegal e através daquele continente até ao Sudão) e de Creta e Turquia, no sudeste da Europa e Médio Oriente, à China e Malásia(na Ásia do sul).

## Espécies
- Phoenix abyssinica
- Phoenix acaulis
- Palmeira-das-Canárias, Phoenix canariensis
- Tamareira, Phoenix dactylifera
- Phoenix lourierii
- Phoenix paludosa
- Phoenix pusilla
- Tamareira-do-senegal, Phoenix reclinata
- Tamareira-anã, Phoenix roebelinii
- Phoenix rupicola
- Tamareira-indiana, Phoenix sylvestris
- Palmeira-de-creta, Phoenix theophrastii